# 月岳山國立公園
月岳山國立公園（：／ Woraksan Gungnip Gongwon */?）是位於韓國忠清北道忠州市、堤川市以及慶尚北道聞慶市的山岳型國立公園。1984年12月31日與雉岳山國立公園同時設立，總面積288平方公里。

## 沿革
- 1984年12月31日：國立公園第17號指定 (建設部告示第565號)。
- 1985年8月1日：公園管理事務所開所 (忠淸北道條例第1435號)。
- 1987年7月1日：國立公園管理公團設立 (自然公園法第49條2項)。
- 1991年4月23日：國立公園業務移管 (建設部→內務部)。
- 1998年2月28日：國立公園業務移管 (內務部→環境部)。
- 2007年10月17日：國立公園管理公團更名月岳山國立公園事務所。

## 關聯區域
- 忠淸北道
  - 堤川市寒水面、德山面
  - 忠州市水安堡面
- 慶尙北道
  - 聞慶市聞慶邑